# Wawrzyniec Puttkamer
Hrabia Wawrzyniec Puttkamer, właściwie Wawrzyniec Stanisław Jan Puttkamer z Wersowiczów Siekierka herbu Bradacice (ur. 1794, zm. 1850) – marszałek szlachty powiatu lidzkiego (od 20 września 1847 do 15 czerwca 1849), mąż Maryli Wereszczakówny (od lutego 1821), ewangelik reformowany.
Wawrzyniec Puttkamer pochodził z prusko-pomorskiego rodu Puttkamerów, którego jedna gałąź przeniosła się w XVII wieku na Nowogródczyznę. W 1821 posiadał majątki Bolcieniki i Brasele z 200 chłopami. W czerwcu 1833 roku Puttkamerowie, Maryla z mężem Wawrzyńcem, byli tymczasowo aresztowani za pomoc dla emisariusza Marcelego Szymańskiego.
Trzykrotnie wybierany na funkcję prezesa synodu ewangelicko-reformowanego Jednoty Litewskiej – najwyższego stanowiska w kościele: 1821, 1822, 1829. Funkcję tę później pełnił jego syn, Stanisław (1828-1904)
Pochowany został w kaplicy cmentarnej na byłym cmentarzu ewangelickim w Wilnie na Górze Bouffałowej na Pohulance (cmentarz zlikwidowany w latach 60. XX wieku, kaplica obok Urzędu Stanu Cywilnego).